# Église catholique à Chypre
L'Église catholique à Chypre (en grec : Καθολική Εκκλησία στην Κύπρο, translittéré Katholikí Ekklisía stin Kýpro), désigne l'organisme institutionnel et sa communauté locale ayant pour religion le catholicisme à Chypre et en Chypre du Nord.
L'Église à Chypre et en Chypre du Nord est organisée en une unique juridiction territoriale, le vicariat patriarcal de Nicosie, qui n'est pas soumis à une juridiction nationale au sein d'une Église nationale mais qui appartient au patriarcat latin de Jérusalem soumis à la juridiction universelle du Pape, évêque de Rome, au sein de l'« Église universelle ».
L'Église catholique est autorisée à Chypre.
L'Église catholique est une communauté religieuse minoritaire à Chypre.

## Législation en matière religieuse
Depuis 1960, la république de Chypre n'a plus de religion d'État ou officielle. L'article 18 de la Constitution de la république de Chypre de 1960 stipule que « Toutes les religions sont égales devant la loi. Aucun acte législatif, exécutif ou administratif de la République ne peut faire de discrimination contre quelque religion ou institution religieuse, sans préjudice de la compétence des chambres communautaires selon la présente Constitution. » autorisant ainsi toutes les religions dont l'Église catholique,.
Le catéchisme à l'école est obligatoire pour les orthodoxes.
En Chypre du Nord, l'article 1 de la Constitution de Chypre du Nord stipule que : «  La république turque de Chypre-Nord est une république laïque » et l'article 23 stipule que « Les formes de culte et les cérémonies et rites religieux sont gratuits, à condition qu'ils ne soient pas contraires à l'ordre public, à la morale publique ou aux lois édictées à cette fin. ». De plus, « L'enseignement religieux est dispensé sous la surveillance et le contrôle de l'État. ».

## Catholicisme
L'Église catholique utilise deux rites à Chypre :
- Le rite romain, utilisé par le vicariat patriarcal de Nicosie qui appartient au Patriarcat latin de Jérusalem de l'Église latine ;
- Le rite maronite, utilisé par l'archéparchie catholique maronite de Chypre de l'Église catholique orientale maronite.

## Organisations et institutions catholiques
L'Église catholique comprend 18 paroisses :
- Le Vicariat patriarcal de Nicosie (cs), dont est responsable le père Jerzy Kraj, compte six paroisses :
  - La paroisse Sainte-Croix à Nicosie, avec une mission à l'église Sainte Elizabeth à Kyrenia (Chypre du Nord);
  - La paroisse Sainte-Marie des Grâces à Larnaca[7];
  - La paroisse Sainte-Catherine de Limassol[8];
  - La paroisse Saint-Paul au Pilier à Pafos[9];
  - La paroisse Saint-Nicolas à Pafos;
  - La paroisse Saints Pères à Pafos-Pissouri.
- L'archéparchie catholique maronite de Chypre de l'Église catholique orientale maronite compte douze paroisses[10]. Son siège est à la cathédrale Notre-Dame-de-Grâce (en)  à Nicosie :
  - La paroisse Notre-Dame-de-Grâce (en) à Nicosie;
  - La paroisse Saint-George Church à Kormakitis;
  - La paroisse Saint-Michel Archange à Αsomatos;
  - La paroisse Sainte-Croix à Karpasha;
  - La paroisse Saint-Marina à Saint Marina;
  - La paroisse Saint-Maron à Anthoupolis;
  - La paroisse Saint-Marina de Kotsiatis;
  - La paroisse Saint-Charbel à Limassol;
  - La paroisse Saint-Marina à Polemidia;
  - La paroisse Saint-Joseph à Larnaca,
  - La paroisse Saint-Kyriaki à Pafos.

Les sœurs de Saint-Bruno et Bethléem ont un petit couvent à Mesa Chorio, desservi par le curé de la paroisse de Pafos. Un hospice récemment construit fournit des soins palliatifs, sans distinction de nationalité ou de conviction religieuse.

## Édifices catholiques
L'Église catholique dispose de plusieurs édifices catholiques, dont une cathédrale et quinze églises :
- L'église Sainte-Croix à Nicosie ;
- L'église Sainte-Elizabeth à Kyrenia, en Chypre du Nord;
- L'église Sainte-Marie des Grâces à Larnaca;
- L'église Sainte-Catherine de Limassol;
- L'église Saint-Paul à Pafos.
- La cathédrale Notre-Dame-de-Grâce (en) à Nicosie;
- L'église Saint-George à Kormakitis;
- L'église Saint-Michel Archange à Αsomatos;
- L'église Sainte-Croix à Karpasha;
- L'église Saint-Marina à Saint Marina;
- L'église Saint-Maron à Anthoupolis;
- L'église Saint-Marina de Kotsiatis;
- L'église Saint-Charbel à Limassol;
- L'église Saint-Marina à Polemidia;
- L'église Saint-Joseph à Larnaca,
- L'église Saint-Kyriaki à Pafos.

## Ecclésia
En république de Chypre, dans une population de 1,2 million habitants où 89,1 % sont orthodoxes, l'Église catholique est la deuxième communauté religieuse avec 10 000 catholiques baptisés (2,9 %), avant les protestants 2 % et les musulmans 1,8 %.
En Chypre du Nord, dans une population de 300 000 habitants, 99 % des habitants sont musulmans.

## Sources
- Annuaire pontifical de 2017 et précédents